# پارک یادبود (هوستون)
پارک یادبود (به انگلیسی: Memorial Park) یک منطقهٔ مسکونی در ایالات متحده آمریکا است که در هیوستون واقع شده‌است.